# دانگ‌فنگ اچ۳۰ کراس
دانگ‌فِنگ اچ۳۰ کراس (به چینی ساده‌شده: 东风风神H30) یک هاچ‌بک کامپکت چینی محصول شرکت دانگ‌فِنگ است که در سال ۲۰۱۰ در نمایشگاه خودرو پکن رونمایی شد. مونتاژ این خودرو در ایران در فروردین ۱۳۹۵ از سوی ایران خودرو معرفی شد.
این خودرو نسخهٔ کراس‌اوور خودروی دانگ‌فنگ اچ۳۰ است که بهای آن در خود چین بسته به مدل و امکانات از ۸۶٫۸۰۰ تا ۹۷٫۸۰۰ یوان متغیر است. بر روی این خودرو در مارس سال ۲۰۱۳ فیس‌لیفت یا تغییر جزئی انجام شد (نمونهٔ موجود در ایران) که عمدتاً به تغییر چهره جلوی خودرو مربوط بود.
سامانه تعلیق اچ‌سی کراس از نوع مستقل است و همان سامانه تعلیقی است که بر روی پژو ۳۰۶ هم استفاده شده بود. زیرساخت این خودرو مشترک با سیتروئن زدایکس است که در بین سال‌های ۱۹۹۱ تا ۱۹۹۸ تولید می‌شد. صندوق این کراس اوور چینی، ۴۱۷ لیتر فضا دارد که حدود ۳۳ لیتر از فضای صندوق خودروی ۲۰۶ صندوق‌دار کمتر است.

## تجهیزات

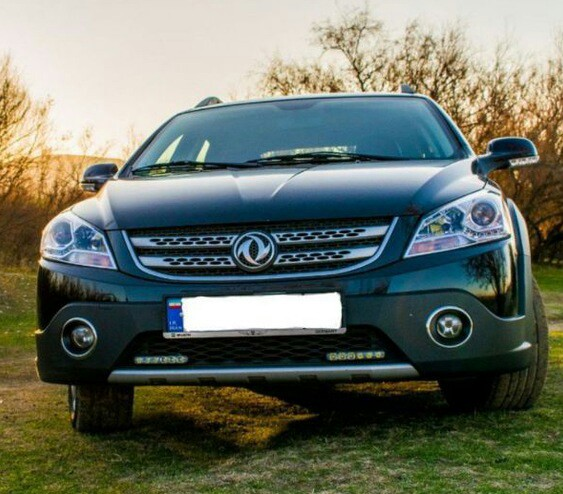
دانگ‌فنگ اچ۳۰ کراس در ایران

دانگ‌فِنگ اچ۳۰ کراس دارای امکاناتی مانند سامانه تهویه مطبوع خودکار، سامانه چندرسانه‌ای با صفحه نمایش لمسی ۶٫۵ اینچی، گرم‌کن آینه‌های جانبی، روکش چرمی غربیلک فرمان، حسگر پارک، تنظیم دستی صندلی راننده در ۶ جهت، صندلی عقب تاشو، رایانه سفری، فرمان هیدرولیک مجهز به کلیدهای فرمان صوتی و بلوتوث هندزفری، چراغ‌های LED، دکوراتیو طرح متال با تزئینات کرومی، رینگ ۱۶ اینچی و لاستیک با عرض ۲۰۵، اسپویلر و ۴ عدد بلندگو به همراه ۲ عدد تیوتر است.

## ایمنی
این خودرو تنها ۳ ستاره ایمنی را از مؤسسه ایمنی کشور چین دریافت کرده است. ترمزهای ABS با سامانه توزیع الکترونیکی نیرو یا EBD، کیسه هوای راننده و سرنشین، سامانه ضد سرقت یا ایموبلایزر، قفل میکروسوئیچی درها، چراغ مه‌شکن جلو و عقب، سامانه ایزوفیکس (برای صندلی ایمنی کودک) و دوربین دید عقب از جمله تجهیزات ایمنی H30 Cross هستند که تقریباً در سطح همان محصولات داخلی بوده و می‌توان گفت که ایران‌خودرو چیز جدیدی را به آن اضافه نکرده است.
امکانات ایمنی این خودرو شامل چهار کیسه هوا در مدل دنده خودکار و دو کیسه هوا در مدل دنده دستی، قفل خودکار درها هنگام آغاز حرکت، ترمزهای جلو دیسکی خنک شونده، ترمز عقب دیسکی، کروز کنترل، دوربین و حسگر دنده عقب، ABS و EBD می‌باشد.

## نگارخانه

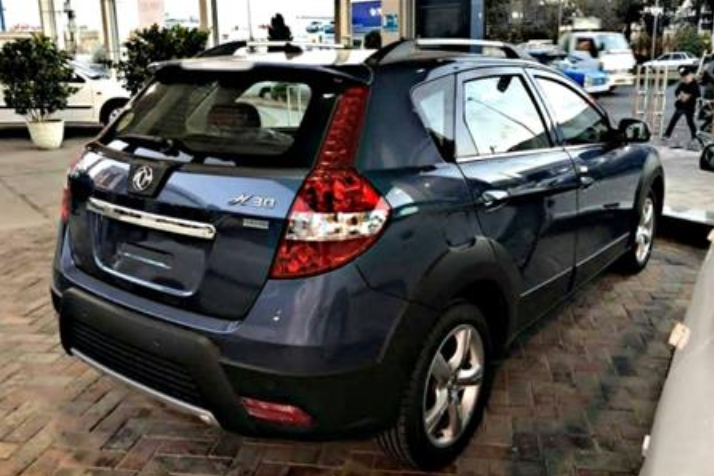
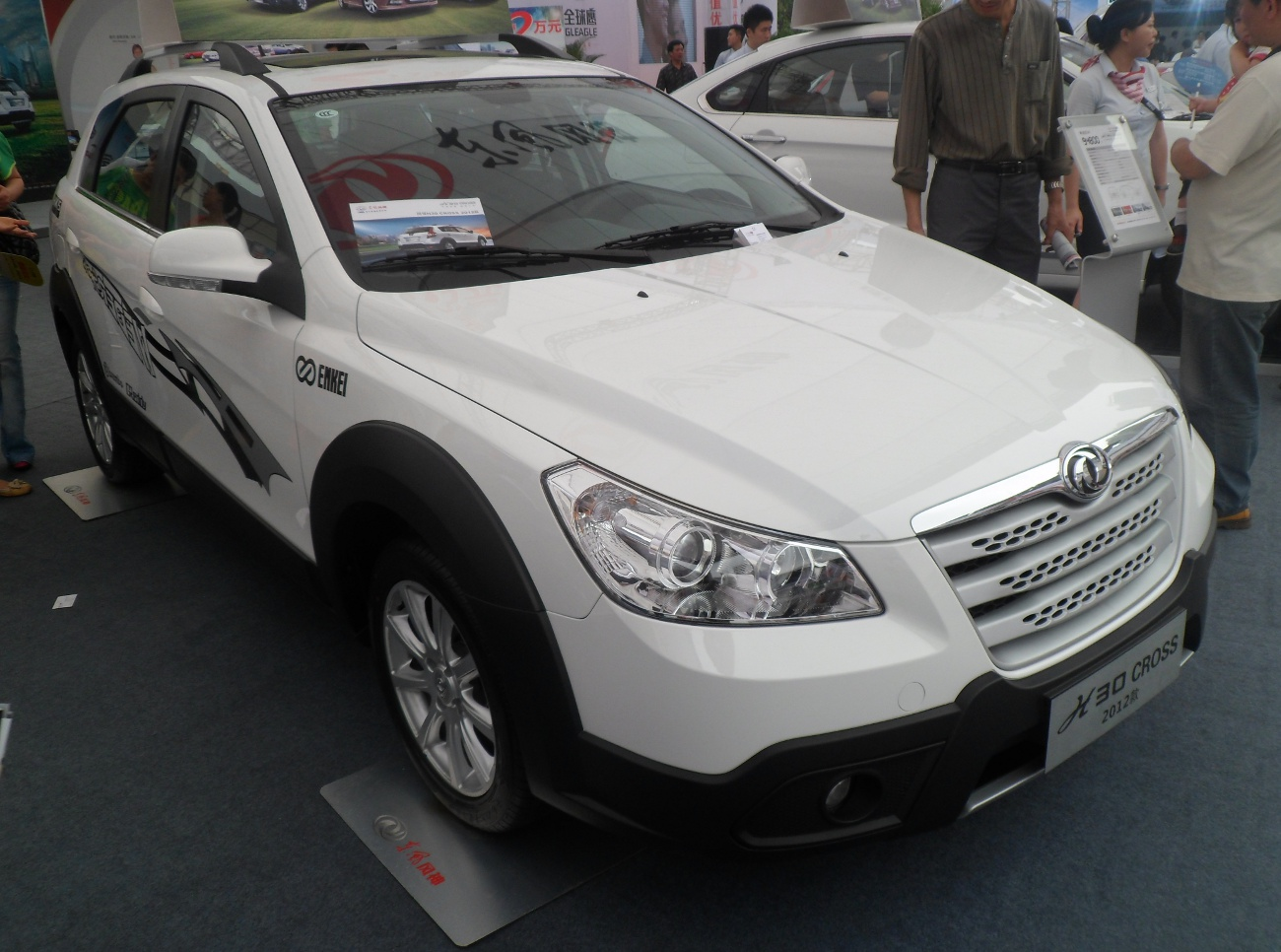
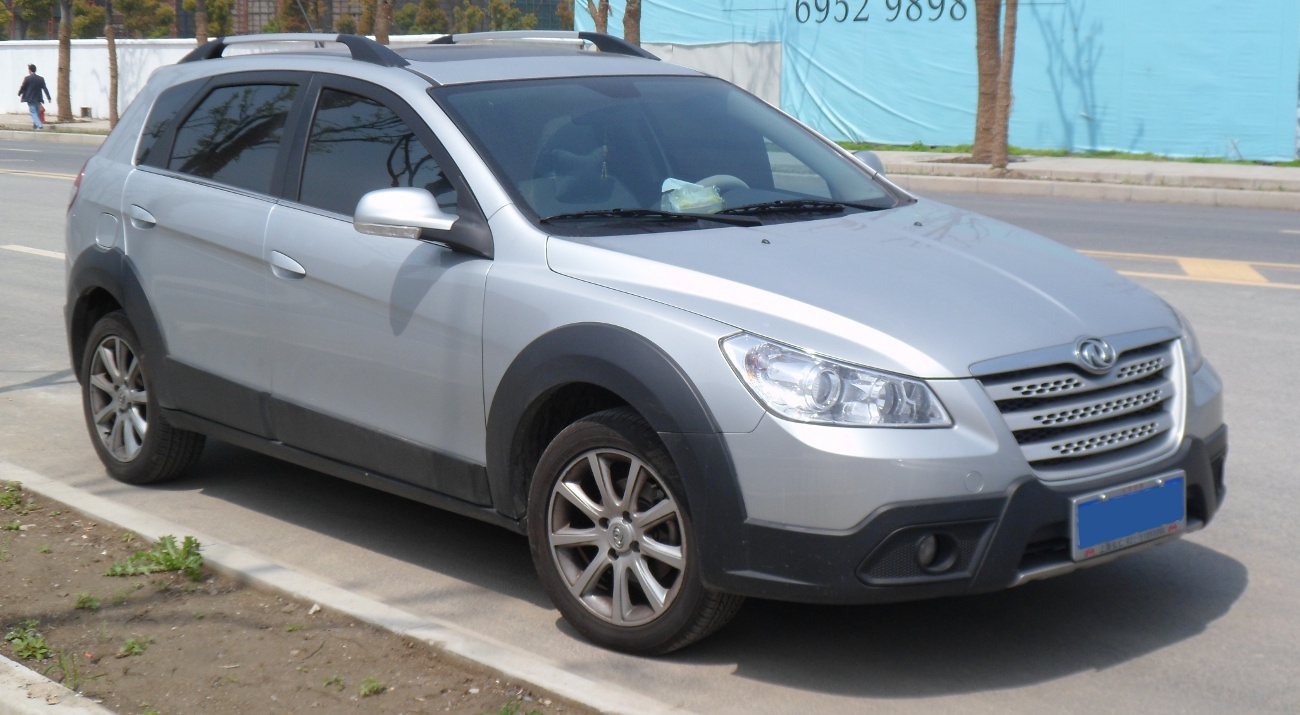
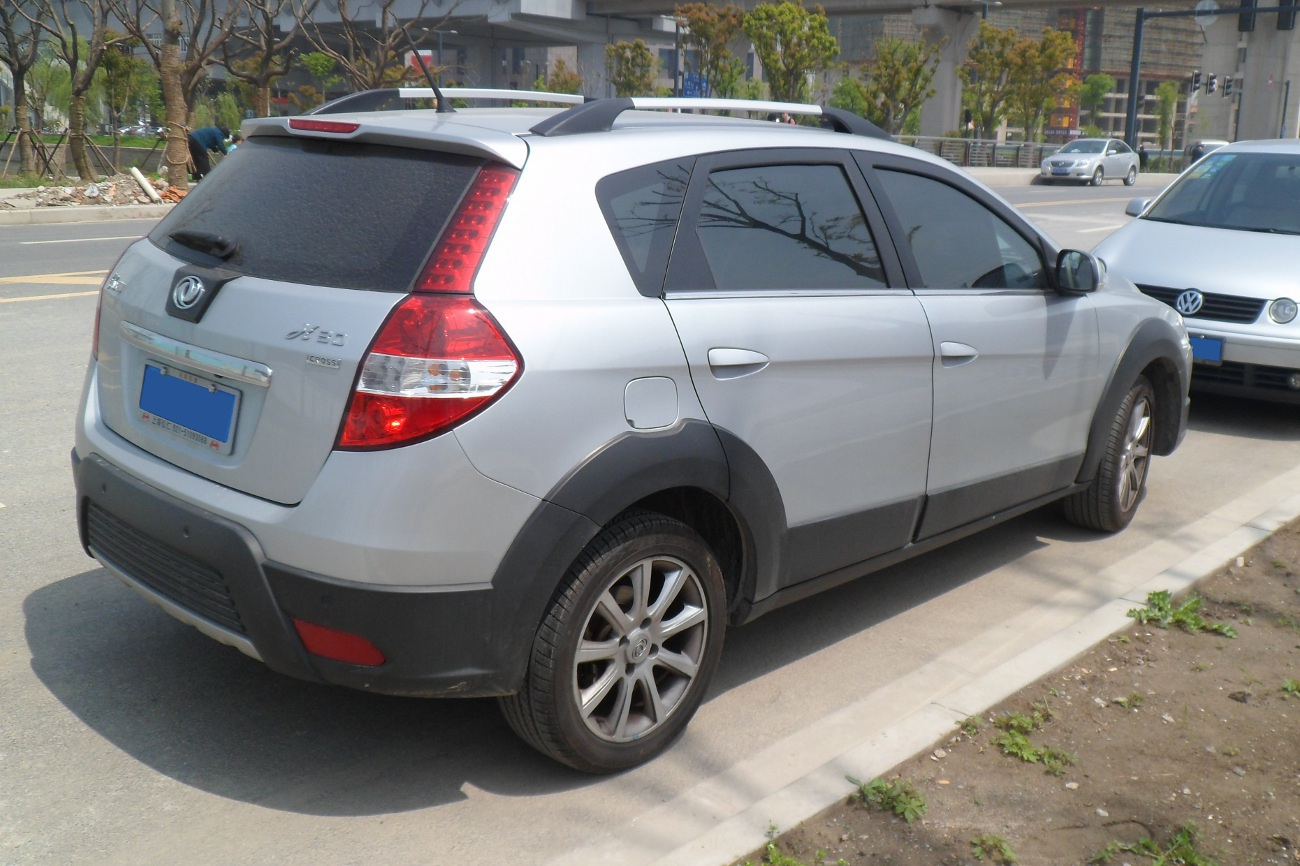
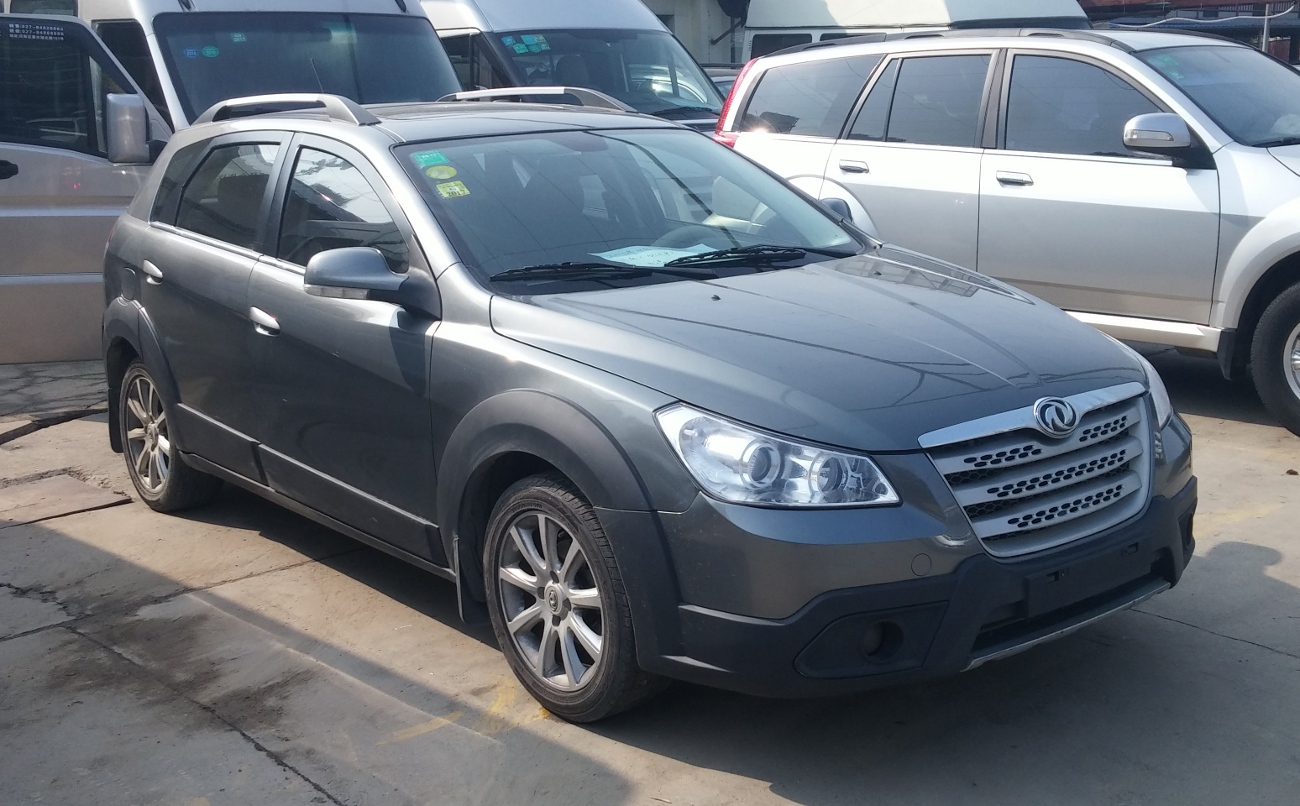
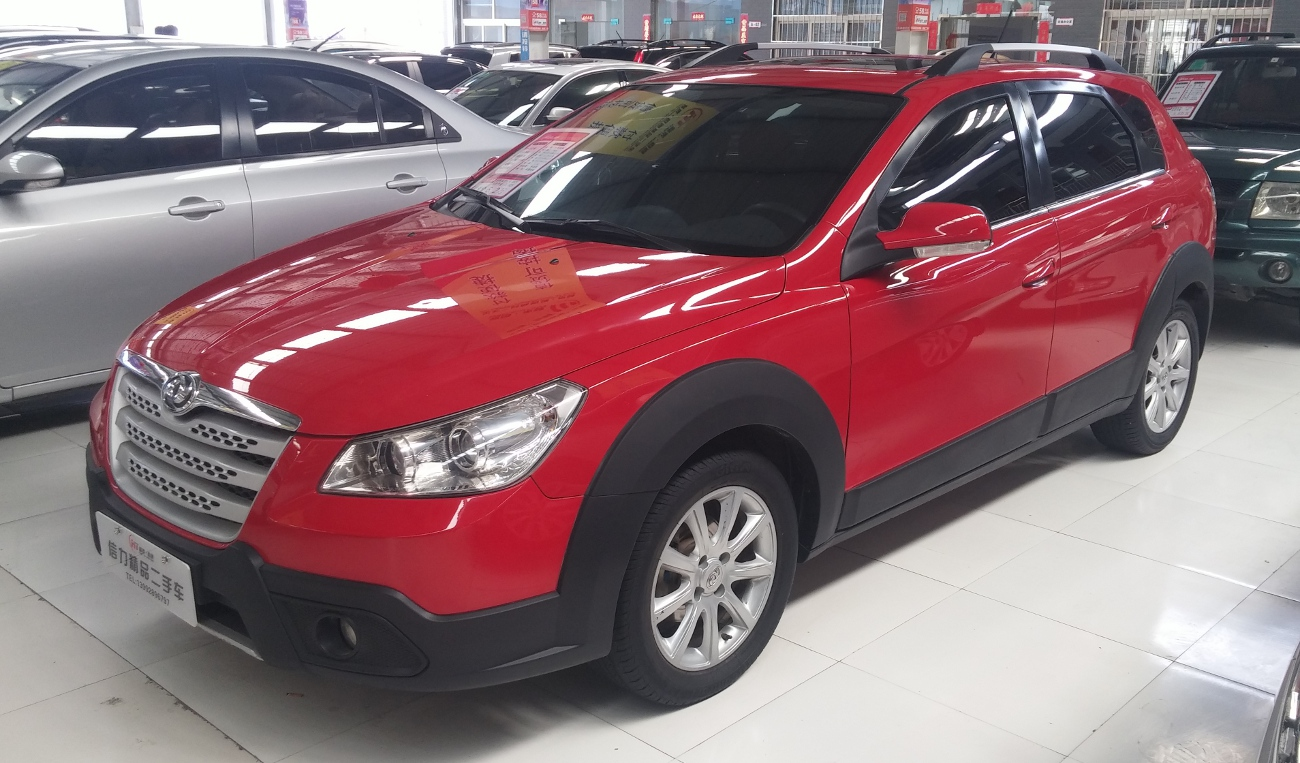
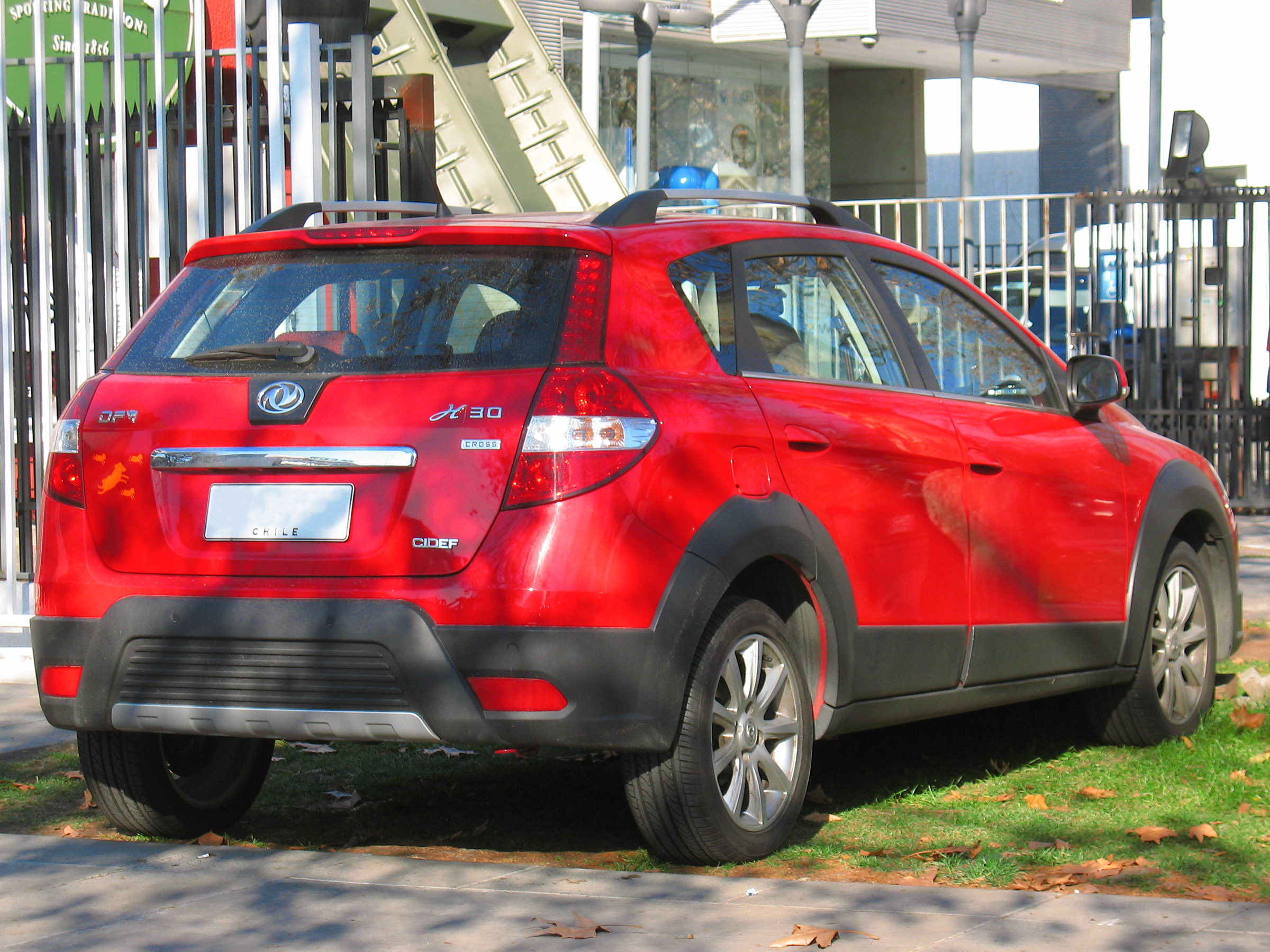
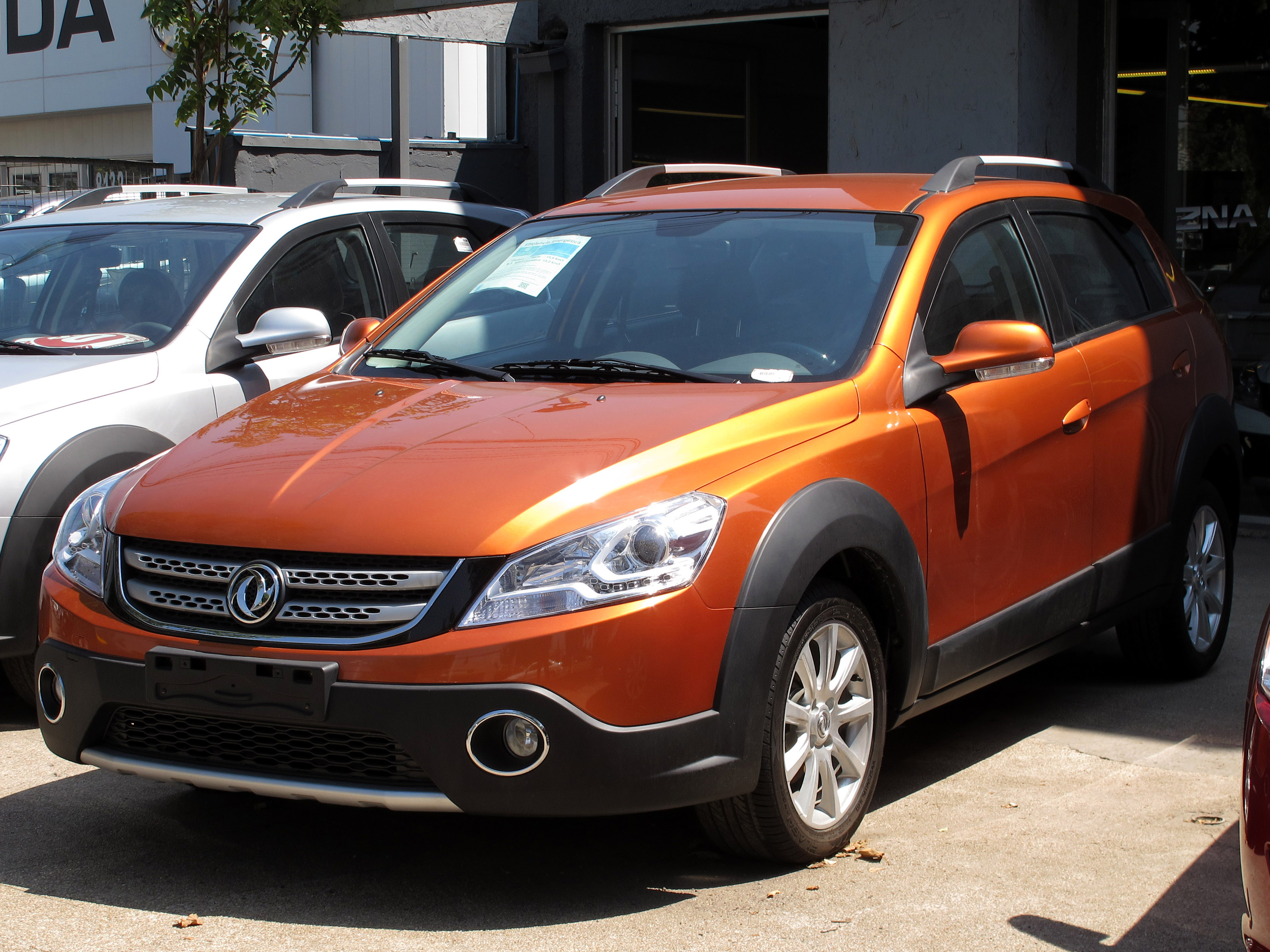
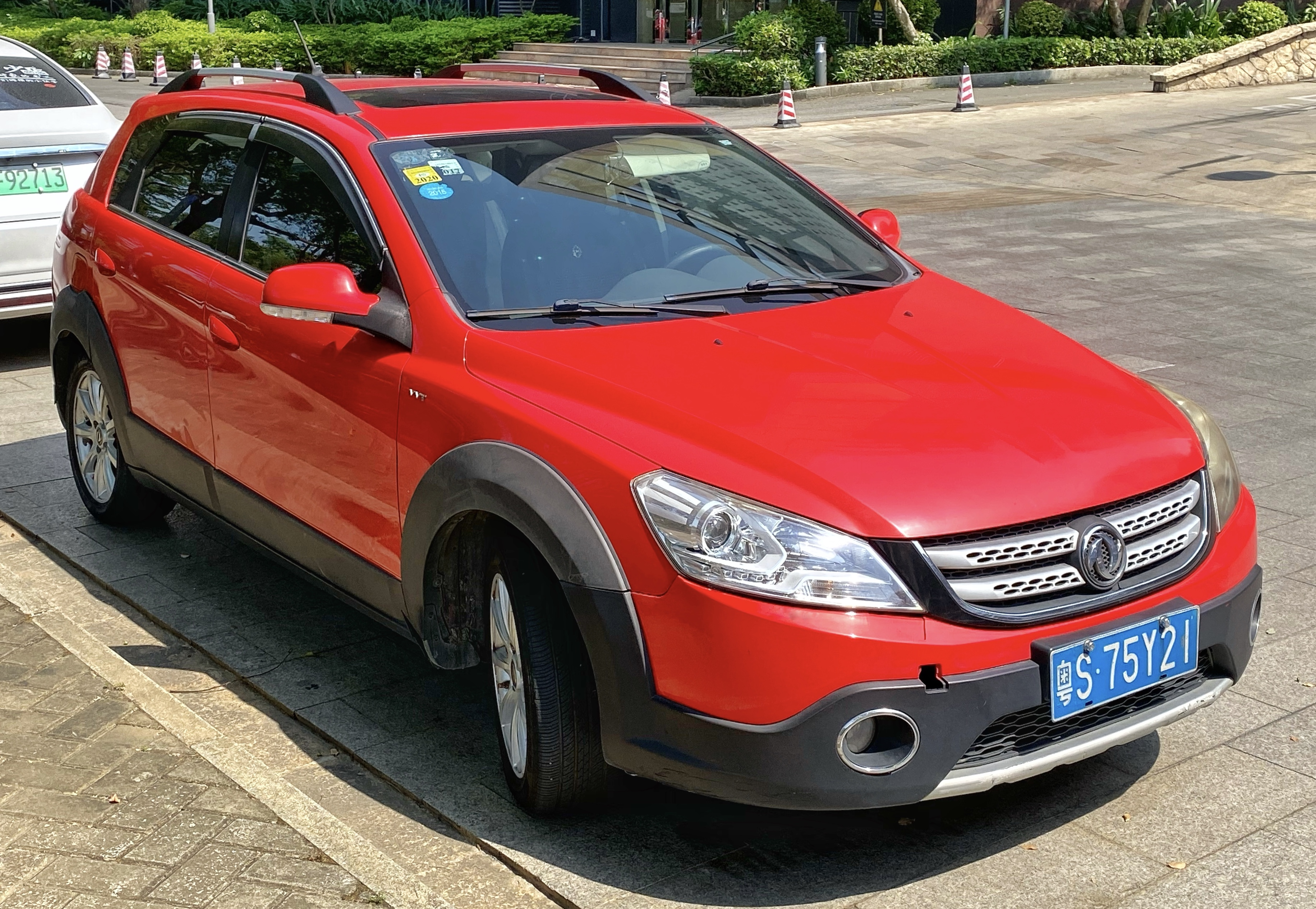
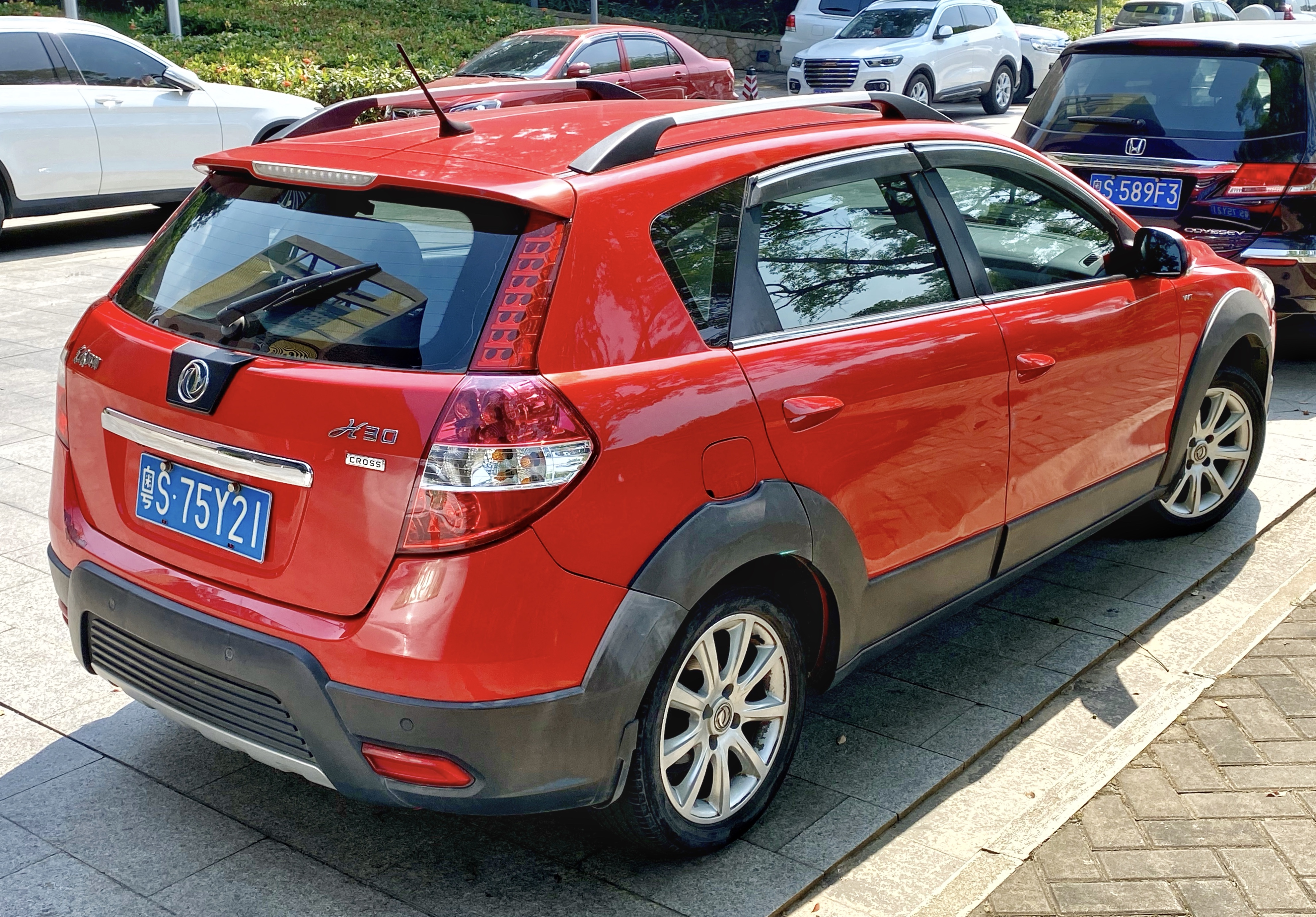

## مشخصات
| موتور                           | ۱٫۶ لیتر |
| قدرت موتور                      | ۱۰۵ اسب بخار |
| گشتاور موتور                    | ۱۴۲ نیوتن متر |
| حداکثر دور موتور مجاز           | ۵ هزار و ۷۵۰ دور در دقیقه |
| مصرف سوخت ترکیبی                | ۷ لیتر در هر ۱۰۰ کیلومتر |
| گیربکس                          | ۴ دنده خودکار |
| محور انتقال قدرت                | جلو |
| فاصله محوری                     | ۲٫۶ متر |
| ابعاد (طول/ عرض/ ارتفاع)        | ۴٫۳ متر/ ۱٫۷ متر/ ۱٫۵ متر |
| نوع فرمان                       | هیدرولیک |
| رینگ                            | ۱۶ اینچی |
| وزن خالص خودرو                  | هزار و ۲۵۴ کیلوگرم |
| حجم صندوق                       | ۴۱۷ لیتر |
| تعلیق جلو                       | مک فرسون |
| تعلیق عقب                       | مستقل |
| تعداد کیسه هوا                  | ۴ عدد |
| ترمز جلو                        | دیسکی خنک‌شونده |
| ترمز عقب                        | دیسکی |
| حداکثر سرعت                     | ۱۸۳ کیلومتر در ساعت |
| شتاب صفر تا ۱۰۰ کیلومتر در ساعت | ۱۳٫۵ ثانیه در حالت اسپرت |
| استاندارد آلایندگی              | یورو ۴ و یورو ۵ |
| حجم باک بنزین                   | ۵۱ لیتر |
| دیگر امکانات                    | ترمز ABS- دوربین دید عقب- حسگر پارک عقب- سامانه تهویه خودکار- سانروف- مانیتور و GPS- 4 بلندگو- تودوزی پارچهٔ دورنگ- کامپیوتر سفری- مه‌شکن جلو و عقب- بلوتوث- جای عینک- چراغ مشایعت- ایزوفیکس- اسپویلر |

منبع: